# The Hotelier
The Hotelier (с англ. — «Владелец гостиницы») — американская инди-рок-группа из Вустера, штат Массачусетс, в настоящее время подписавшая контракт с Dreams of Field Recordings. Второй альбом группы, Home, Like Noplace Is There, был представлен в списке Spin «101 лучший альбом 2010-х годов» и считается «наилучшим эмо-альбомом» по версии Alternative Press. Группа выступала на фестивалях Pirate Satellite, Pitchfork Music Festival и Primavera Sound.

## Характеристики
Стиль
Саймон Спрейер из AllMusic сказал, что звучание The Hotelier — это «отчётливый эмо-ривайвл».

## Дискография
Альбомы
- It Never Goes Out (2011)
- Home, Like Noplace Is There (2014)
- Goodness (2016)

Мини-альбомы
- We Are All Alone (2009, as The Hotel Year)
- Two Song Demo (2010, as The Hotel Year)
- Fest 12 Split (2013)